# Tallandier
Éditions Tallandier — французское издательство, созданное в 1901 году. Оно стало наследником издательства La Librairie illustrée, которое в свою очередь было наследником La Librairie Polo.

## История
Книжный магазин Polo, основанный в 1871 году Франсуа Поло и Жоржем Деко, менее чем за двадцать лет стал одной из ведущих фигур в издательском деле. Известное поначалу как L'Éclipse, затем в 1875 году как La Librairie illustrée, и лишь в 1901 году получившее название Талландье. Братья Чарльз и Жюль Талландье, поначалу бывшие партнерами издательства Maison Montgredien & Cie, основанного ими вместе с Армандом-Дезире Монгредьеном, стали владельцами La Librairie illustrée в 1900 году. Затем Жюль, в октябре 1901 года, взял на себя издательский фонд своего брата, который вышел на пенсию по состоянию здоровья и выкупил акции Монгредьена.
Затем издательство получило название Librairie illustrée Montgrédien & Cie, Jules Tallandier, Successeurа, а в 1902 году Librairie Illustrée — J. Tallandier, Éditeur.

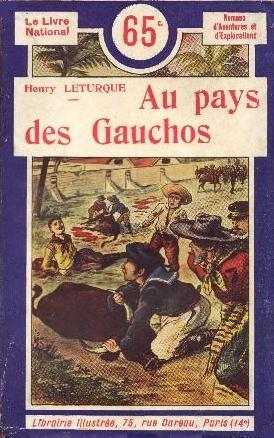
Одна из обложек иллюстрированного сборника Le Livre national, продававшегося за 65 сантимов в 1908 году

Унаследовав популярный еженедельник Journal des voyages, основанный в 1877 году Морисом Дрейфусом, издательство Tallandier положило основу множества газет (таких как: Mon bonheur, Le Journal de la Femme и Dimanche, le miroir de la semaine, основанная в июне 1945 года), сборников историй (например, Lisez-moi Historia, который позже стал Historia) и популярных историй (например, L'Œil de la police).
После продажи в 1931 году 60 % акций группе Hachette издательством Tallandier в течение почти 40 лет управлял Морис Дюмонсель (внук Жюля Талландье), символизировавший издательство.
Сегодня издательство Tallandier принадлежат группе Artémis (66,6 %), а с 2015 года — Ксавье де Бартилья, покупателю акций La Martinière и председателю и генеральному директору Tallandier.
В 2010 году каталог издательства включал более тысячи наименований примерно с 60 новыми выпусками в год.
В 2020 году каталог включал более 2100 наименований. Издательство печатает около сотни новых изданий каждый год.
Дистрибьютерами Tallandier являются CDE и Madrigall.